# Allopeba signaticornis
Allopeba signaticornis là một loài bọ cánh cứng trong họ Cerambycidae.